# Магнификат (BWV 243)
Магнификат, BWV 243 ― произведение Иоганна Себастьяна Баха, написанное в 1723 году на латинский текст, в основе которого лежит Евангелие от Луки. В 1732—1735 годах Бах переработал произведение, в частности изменил тональность с ми-бемоль мажора на ре мажор; в этой версии композиция чаще всего исполняется в наше время. Первоначальная версия «Магнификата» в каталоге BWV значится под номером 243.1 (ранее ― 243a), вторая версия ― под номером 243.2 (ранее просто 243).
Произведение торжественно по своему характеру и предполагает достаточно большой состав исполнителей: пятиголосный хор (2 сопрано, альт, тенор и бас), 3 трубы, 2 гобоя, 2 гобоя д’амур, струнные, литавры и basso continuo.

## Структура
«Магнификат» BWV 243.2 состоит из 12 частей: 5 хоров, 5 арий, трио и дуэта. Произведение лишено речитативов, что необычно для творчества Иоганна Себастьяна Баха. В заключительном хоре используется мелодический материал из вступительного хора. В версии BWV 243.1 на четыре части больше, чем в BWV 243.2.
Полный список частей произведения выглядит так:
- Magnificat anima mea Dominum ― хор
- Et exsultavit spiritus meus — ария для альта
- Vom Himmel hoch (только в BWV 243.1) — хорал
- Quia respexit humilitatem ancillae suae — ария для сопрано
- Omnes generationes — хор
- Quia fecit mihi magna qui potens est ― ария для баса
- Freut euch und jubiliert (только в BWV 243.1) — хорал
- Et misericordia — дуэт для тенора и альта
- Fecit potentiam bracchio suo ― хор
- Gloria in excelsis (только в BWV 243.1) — хор
- Deposuit potentes de sede — ария для тенора
- Esurientes implevit bonis — ария для альта
- Virga Jesse floruit (только в BWV 243.1) — дуэт для сопрано и баса
- Suscepit Israel puerum suum ― трио для двух сопрано и альта
- Sicut loctus est ad patres nostros — хор
- Gloria Patri, gloria Filio, gloria et Spiritui Sancto ― хор